# Teixeira Cabral
António Teixeira Cabral (Funchal, 29 de Janeiro de 1908 - Lisboa, 1 de Julho de 1980) caricaturista que iniciou a sua actividade artística nos finais dos anos 20, trabalhou com caricatura pessoal, integrado-se no modernismo português, destacando-se pelo seu traço sintético de sentido crítico e humor subtil. A autocaricatura do artista foi constantemente inserida na sua obra junto com a imagem do retratado.
Nascido no Funchal, António Teixeira Cabral vem para Lisboa no fim dos anos 20, começando a sua actividade na capital como caricaturista no 'Sempre Fixe', em 1928, seguindo-se, no início dos anos 30, uma ligação ao 'Diário de Notícias', como efectivo (1932-1938), e no qual publica os seus trabalhos, a grande parte deles ocupando lugar na primeira página. Também se encontra colaboração artística da  sua autoria no 'Diário de Lisboa' (outubro, 1931 - janeiro, 1932) e no  Diário de Lisboa : edição mensal (1933), no Cinéfilo (1930), Acção (1941), O Diabo (1935), Diário de Coimbra (1933),  Semana Portuguesa  (1933-1936), Re-Nhau-Nhau (1930-1934), O Século (outubro - novembro, 1931), Notícias Ilustrado (1931-1933), Novidades (17 maio 1934), Kino (1930), Ilustração (1930; 1934), Girasol (1931), Dominó (1935), Açores-Madeira (1958), entre outras publicações. Colaborou durante muito tempo no 'Diário Popular' (anos 40-60), na 'Revista de Angola' (anos 70), na revista 'Autores : boletim da Sociedade de Escritores e Compositores Teatrais Portugueses (anos 70).
Em 1929, Teixeira Cabral realizou a sua primeira exposição, “que lhe granjeou os primeiros louros da sua carreira triunfal”. Em novembro de 1932, a projecção já alcançada por Teixeira Cabral no Díario de Notícias levou-o à realização de uma exposição individual, ansiada por muitos, e que foi concretizada em Coimbra. A exposição de caricaturas de Teixeira Cabral em Coimbra era um evento esperado e obteve grande sucesso, tendo sido “considerado como um acontecimento artístico de grande relevo”,  conforme afirmava o Diário de Notícias, poucos dias após a inauguração, acrescentando: “Teixeira Cabral apresenta uma série de trabalhos, tal como ele os viu, tal como ele os realiza, e que provam ser hoje em dia, o primeiro dos nossos caricaturistas. Entre eles, continuava o mesmo artigo, “alguns, são verdadeiras maravilhas, não só de graça mas de técnica”. Colocando em destaque a técnica com que o artista elaborava as suas caricaturas, e que as distinguiam, o articulista desafiava as instituições a que pertenciam algumas das personalidades marcantes que Teixeira Cabral ali retratava a adquirir essas mesmas obras, a fim de as colocar nas suas instalações, afirmando que elas “valem bem mais do que muitos dos óleos que geralmente se lhes destinam”.

António Teixeira Cabral foi o único caricaturista entre os modernistas portugueses a participar com um projeto de caricatura na Galeria UP, visto que o artista plástico Tom, um dos proprietários da Galeria UP, juntamente com António Pedro, na altura já ter abandonado a caricatura pela qual tinha iniciado a sua atividade artística. Tendo a Galeria UP exposto, durante os três anos da sua existência, nomes sonantes do modernismo, encontramos, então, o nome do caricaturista Teixeira Cabral, que ali também faz a sua exposição, de 16 a 26 de Maio de 1934. A inauguração foi presidida pelo poeta, escritor e filósofo, Teixeira de Pascoaes  e contava com a presença de algumas figuras significativas, como a do antigo ministro Lacerda de Almeida, cineasta Manuel Luís Vieira, flautista brasileiro Moacyr Liserra, com presença de um dos proprietarios, Tom, que um pouco antes também practicava a caricatura como sua arte, embora sem grandes exitos.
No caso de Teixeira Cabral, os seus trabalhos adquiriram na altura um enorme impacto, como comprova uma artigo de 1970: "Terá surgido na “camada” renovadora das artes portuguesas […] batendo caricaturistas de processos arcaicos.” E acrescenta-se: “Dotado duma nova visão, caricaturística – com muito de análise psíquica – o moço acabado de chegar da sua querida Ilha da Madeira, logo se tona o caricaturista dos intelectuais”. Numa crítica à obra de Teixeira Cabral, Diogo de Macedo escreve sobre o artista: “De simplificação em simplificação, estilizando até à bizarria do amorável, ele atinge a síntese do que pretende, a mór parte das vezes, com linhas que na natureza só muito ocultas residiam”.
António Teixeira Cabral fez uma carreira ligada ao jornalismo, colocando a caricatura ao serviço da reportagem e da notícia, assumindo um conceito de fotógrafo, retratando a pessoa que observava presencialmente de forma rápida e definindo as suas características essenciais,  assumindo-se como um repórter, numa atividade atípica para o jornalismo de hoje.

Pelo seu traço e pelo seu poder inovador de síntese, para a época, Teixeira Cabral seria frequentemente imitado, ou exercia influência na forma da caricatura de então, como reconhecia Manuel L. Rodrigues: “Teixeira Cabral criou um estilo pessoal. O seu traço é, por isso mesmo, imitado. Artista moderno na melhor acepção do termo tem a paixão da síntese”.  Igualmente Diogo de Macedo dava conta dessas situações, afirmando: “Com a sua arguta visão e interpretação, veio marcar no nosso meio de pesadões e amarelhísticos bonequeiros, um passo elegante, original e inteligente, que, visto o número de imitadores, é de esperar que crie escola”.